# ماريا اوديلو دي جوزمان
ماريا اوديلو دي جوزمان كانت معلمه،مثقفة، مديرة، كاتبة ومؤلفة. كانت أول امرأة فلبينية تدير المدرسة الثانوية في الفلبين. عملت كمعلمة في مدرسة نويفا إيسيا الثانوية في مقاطعة نويفا إيسيا من 1918 إلى 1928. تلقت تعليمها من رادفورد ستيت كلية المعلمين (الآن جامعة رادفورد)، تقع في رادفورد (فيرجينيا) الولايات المتحدة. كانت أستاذه في الكلية الفلبينية. كانت مترجمة ومؤلفة للعديد من القواميس متعددة اللغات اللغة الفلبينية واللغة الإسبانية والإنجليزية. كانت أيضاً مترجمة خوسيه ريزال نولي مي تانجير ومترجمة مشاركة لكتاب El filibusterismo وهي رواية أخرى لريزال.